# 克羅瑪林彗星
27P／克羅瑪林彗星（27P/Crommelin），也稱為，是太陽系中一颗轨道周期约为28年的定期彗星，以在1930年計算出其軌道的英國天文學家安德魯·C·D·克羅瑪林的名字命名。它是四颗沒有使用發現者的名字命名的定期彗星中的一个，另外3颗是哈雷彗星，恩克彗星及勒科索尔彗星。

## 歷史
克羅瑪林彗星由尚-路易斯·龐士於1818年2月23日首次观测到。他一直观测彗星，直到2月27日被惡劣天氣阻止進一步觀察。约翰·弗朗茨·恩克試圖計算軌道，但他的计算由非常大的錯誤。
在1872年，約翰·羅素·欣德計算出一個粗略的軌道，发现它的轨道接近此前解体的比拉彗星，根據這些意見，埃德蒙·魏斯後來猜測它可能是比拉彗星的一部分。
克羅瑪林彗星在1873年11月10日由耶羅姆·尤金·科吉亞，和於11月11日由弗里德里希·奧古斯特·特奧多爾·溫尼克第2次观测到，但在11月16日时再次失踪。魏斯和欣德进行了一些計算，试图证明它就是1818年出現的那颗彗星。
第三次觀测是亚历山大·F·I·福布斯於1928年11月19日觀察並由海因里希·沃格特於11月21日確認。克羅瑪林最终计算出了彗星的轨道，并证实了它就是在1818年出现的庞斯彗星和在1873年出现的科吉亞-温内克彗星。

## 外部連結
- 27P at Kronk's Cometography（页面存档备份，存于）
- 27P at Kazuo Kinoshita's Comets （页面存档备份，存于）
- 27P at Seiichi Yoshida's Comet Catalog （页面存档备份，存于）

| 週期彗星                         | 週期彗星     | 週期彗星                 |
| -------------------------------- | ------------ | ------------------------ |
| 前一顆彗星 葛里格-斯傑勒魯普彗星 | 克羅瑪林彗星 | 後一顆彗星 諾伊明1號彗星 |
| 週期彗星列表                     |              |                          |